# روشون ماكلويد
روشون ماكلويد (بالإنجليزية: Roshown McLeod)‏ مواليد 17 نوفمبر 1975 في جيرسي سيتي، هو مدرب كرة سلة أمريكي ولاعب معتزل. بدأ مسيرته الاحترافية في سنة 1998. تم اختياره من قبل فريق أتلانتا هوكس خلال الدرافت. حمل الرقم 7. يبلغ طوله 6 قدم 8 بوصة (2.0 م). اعتزل اللعب في 2002. أحرز خلال مسيرته في الإن بي إيه 817 نقطة بمعدل 7.2 نقاط في المباراة الواحدة.

## روابط خارجية
- روشون ماكلويد على موقع إن بي أي (الإنجليزية)
- روشون ماكلويد على موقع سبورتس رفرنس (الإنجليزية)
- روشون ماكلويد على موقع كرة السلة الأوروبية.كوم (الإنجليزية)
- روشون ماكلويد على موقع كلية كرة السلة في سبورتس رفرنس.كوم (الإنجليزية)
- روشون ماكلويد على موقع ريلجم (الإنجليزية)
- روشون ماكلويد على موقع بروبوليرز (الإنجليزية)